# Чупира
Чупи́ра (укр. Чупира) — село, входит в Белоцерковский район Киевской области Украины.

## География
Село расположено на реке Насташке.

## История
Известно с начала XVI века. Первоначально было хутором, называвшимся по имени владельца. Приходская церковь построена в 1745 году. Священнослужители церкви:
- 1836 — священник Петр Саввин Данилевский

## Население
Население по данным переписи 2001 года составляло 1309 человек.

## Местный совет
Село Чупира является административным центром Чупирянского сельского совета.
Адрес сельского совета: 09185, Киевская обл., Белоцерковский р-н, с. Чупира, ул. Ленина, 10.